# オレンジ (Lil'Bの曲)
「オレンジ」はLil'Bのファーストシングル。2008年6月18日発売。 

## 収録曲
全曲 作詞：AILA・MIE、作曲：黒光雄輝
1. オレンジ
  - 編曲：黒光雄輝
  - テレビ東京系アニメ『BLEACH』エンディング・テーマ（2008年4月23日 - 7月9日放送分）
2. lil luv
  - 編曲：黒光雄輝
3. オレンジ（キラ☆キラHouse Mix）
  - リミキサー：黒光雄輝